# خوابهای طلائی
خواب‌های طلائی نام فیلمی به کارگردانی معزدیوان فکری و محصول سال ۱۳۳۰ می‌باشد.

## خلاصه داستان
پسر جوانی خواب می‌بیند که به دربار شاه عباس صفوی راه یافته و صاحب موقعیت و احترامی خاص شده است و بعد این خواب به واقعیت می‌پیوندد و او اجازه پیدا می‌کند که یک روز در دربار زندگی کند.

## بازیگران
مجید محسنی در نقش ابوالحسن
شهلا ریاحی در نقش مه پیکر
معز دیوان فکری در نقش سلطان
سودابه در نقش شمس النهار
نسرین در نقش کوکب الصباح
ایران دفتری در نقش مادر ابوالحسن
صدقی نژاد در نقش الیاس؟
قدکچیان در نقش حاجی محمود
اصغر رسول زاده در نقش خواجه باشی
رشید در نقش خواجه حرم
دوشیزه آذر در نقش کنیز مه پیکر
پروین در نقش کنیزکان حرم
مهین در نقش کنیزکان حرم
سوزان در نقش کنیزکان حرم
سیسیل در نقش حاجی محمود
بانو طلعت نژاد در نقش رقاصه
شهرزاد در نقش رفقای ابوالحسن
شهرستانی در نقش رفقای ابوالحسن
شاه وردی در نقش رفقای ابوالحسن
قاسمی در نقش رفقای ابوالحسن
رقاصه‌های حرم از هنرستان بالت استاد جانبازیان

## گروه موسیقی
آهنگ‌ها ساخته جواد معروفی
سه تار احمد عبادی
آواز حسین قوامی (فاخته)
گروه ارکستر:
رهبر ارکستر جواد معروفی
گیتار ژان فلوری
قره نی حسینعلی وزیری‌تبار
عود و تار نصرالله زرین پنجه
ویلن محمود / جلال (؟) ذوالفنون
ویلن میرعلینقی؟
فلوت نراقی